# فيرنر ماير (لاعب كرة يد)
فيرنر ماير (30 مايو 1914 في سويسرا - 10 سبتمبر 1985) هو لاعب كرة يد سويسرا. شارك في الألعاب الأولمبية الصيفية 1936.

## وصلات خارجية
- فيرنر ماير على موقع أوليمبيديا (الإنجليزية)